# Stephan von Kolin
Stephan von Kolin (tschechisch Štěpán z Kolína, auch Štěpán Kolínský; lateinisch Stephanus de Colonia, auch Stephanus Colinensis; * um 1360 in Kolín, Bidschower Kreis; † 1406) war ein böhmischer Reformtheologe und 1397/98 Rektor der Karlsuniversität. Bekannt wurde er auch durch seine Predigertätigkeit an der Prager Bethlehemskapelle und als Verfasser zahlreicher lateinischer theologischer Schriften.

## Leben
Stephan, der aus dem ostböhmischen Kolín stammte, ist für das Jahr 1383 als Magister der Freien Künste an der Karlsuniversität belegt. 1392 wurde er zum Dekan der Artistenfakultät gewählt und 1396 erwarb er den akademischen Grad eines Baccalaureus der Theologie. Im selben Jahr wurde er Prediger an der Bethlehemskapelle. In einer bereits 1395 gehaltenen Predigt mit dem Titel „Induite novum hominem“ verlangte er von den Priestern u. a. einen heiligmäßigen Lebenswandel. 1397/98 bekleidete er das Amt des Rektors der Karlsuniversität. 1402 übergab er das Predigeramt an der Bethlehemskapelle an seinen Schüler Jan Hus. Erst 1403 legte er die Magisterprüfung in Theologie ab.
Obwohl er ein Anhänger des englischen Reformers John Wyclif war, bekannte er sich weiterhin zu der katholischen Lehre von der Transsubstantiation. In dieser Hinsicht beeinflusste er wahrscheinlich auch seinen Schüler Jan Hus, der Wyclifs Remanzlehre ebenfalls nicht angenommen hatte.
In seiner umfangreichen schriftstellerischen Tätigkeit verfasste Stephan von Kolin mehrere theologische Schriften und Predigtsammlungen, die sich um Reformen bemühen und seine umfassende Bildung belegen. Die größte Bekanntheit erreichte sein Traktat „Confessionale“ über die Beichte. Es ist in mehreren Handschriften erhalten, die bald auch ins Deutsche übersetzt wurden.

## Werke (Auswahl)
- Confessionale (Traktat über die Beichte)
- Homo quidam fecit magnam cenam (Synodalpredigt aus dem Jahre 1403)
- Lectura sper Yzaiam prophetam (Prophezeiung des Jesaja)
- Planctus cleri (zugeschrieben)
- De plurabilitate beneficiorum (zugeschrieben)